# 시벨리스 베라네스
시벨리스 베라네스 모렐(스페인어: Sibelis Veranes Morell, 1974년 2월 5일~)은 쿠바의 유도 선수이다. 2000년 하계 올림픽 여자 미들급에서 금메달을 획득했으며, 세계 선수권 대회에서 금메달 1개를 획득했다.